# 曾易占
曾易占（989年—1047年），字不疑，江西南豐人。

## 生平
天聖二年（1024年）進士，累官太常博士，贈光祿卿，後追封魯國公。天聖六年（1028年）赴真州任知監，天聖十年（1032年）調泰州如皋縣任七品縣令，卻於景佑四年（1037年）遭人誣陷，做法失官，配廣南衙前編管，卻不耿耿於懷，反倒從容，頗受時人稱道。

## 著作
著有《時議》10卷，不傳。《宋詩記事》、《江西詩征》其存詩《題洪州僧寺》，《全宋文》收其文《南豐縣興學記》。

## 家族
父曾致堯；为第五子。子曾巩、曾宰、曾布及曾肇。
妻周氏早逝，續弦吳氏亦病逝，由朱氏千辛萬苦將六子九女帶大。

### 資料來源
1. 《光祿曾公神道碑》
2. 《宋元學案補遺》
3. 王安石《太常博士曾公墓誌銘》